# Hedyosmum luteynii
Hedyosmum luteynii är en tvåhjärtbladig växtart som beskrevs av C.A. Todzia. Hedyosmum luteynii ingår i släktet Hedyosmum och familjen Chloranthaceae. Inga underarter finns listade i Catalogue of Life.